# Interféromètre astronomique
Un interféromètre astronomique est un réseau de télescopes ou segments de miroirs qui agissent ensemble aux fins de détection avec une résolution plus grande, via l'interférométrie. L'avantage d'un interféromètre est que son pouvoir de résolution est le même que celui d'un télescope avec la même ouverture que s'il englobait tous les sous-composants de l'interféromètre. Le désavantage principal est qu'il ne collecte pas autant de photons, donc ce type d'instruments est surtout utile pour des objets plus lumineux, tels des étoiles binaires. Un autre désavantage est que le pouvoir de résolution maximal d'une source est limité par la distance minimale entre les détecteurs dans le réseau.

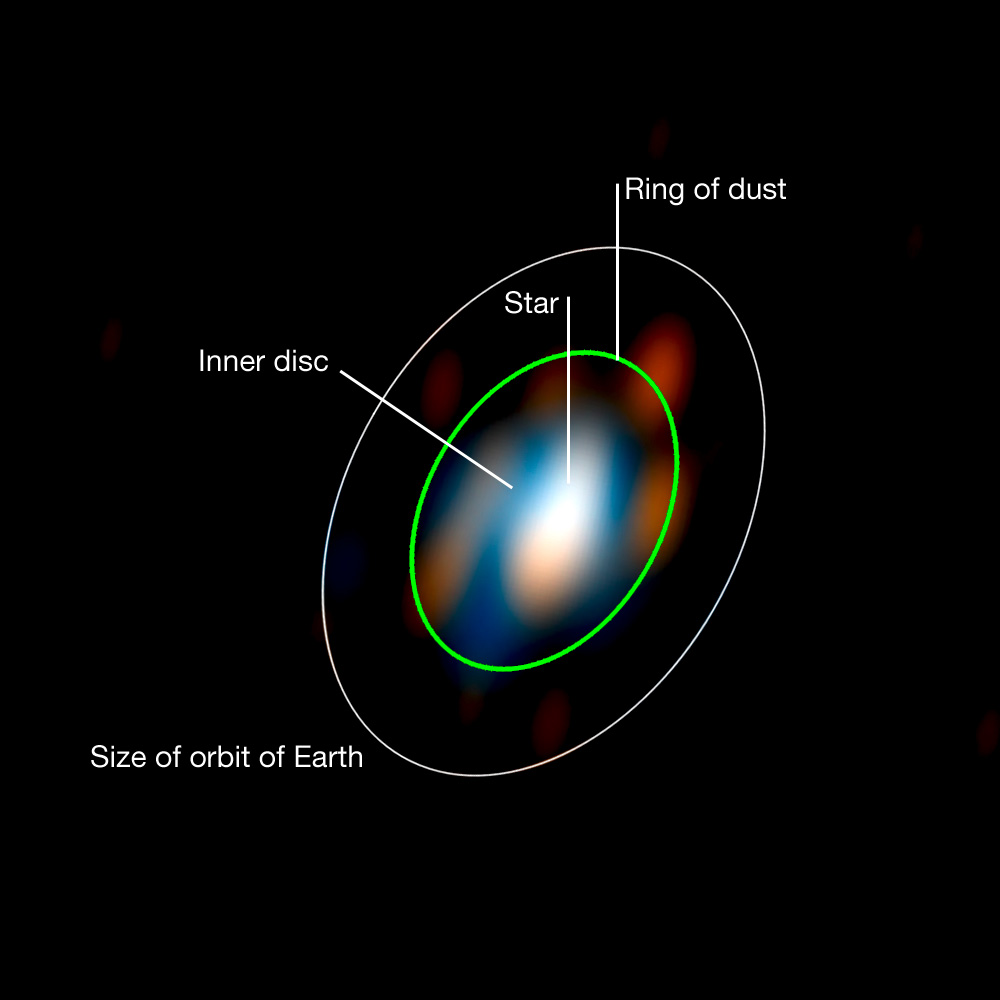
Le VLT de l'Observatoire européen austral a pris la première image détaillée d'un disque autour d'une étoile jeune

## Exemples
L'hypertélescope est un interféromètre où l'on recombine simultanément tous les télescopes/miroirs afin d'obtenir une image directe lumineuse des objets astrophysiques observés. De façon plus formelle, il s'agit d'une méthode de recombinaison optique qui permet d'obtenir une image astronomique directe à très haute résolution angulaire avec un interféromètre. Ainsi, le recombineur d'un hypertélescope fonctionne selon le principe de la pupille densifiée et permet contrairement aux solutions classiques d'interférométrie comme le Very Large Telescope d'avoir une image directe et sans calcul.

## Autres sources
- (en) P. Hariharan, Basics of Interferometry, Boston/San Diego/New York etc., Academic Press, 1991, 213 p. (ISBN 0-12-325218-0)
- (en) Richard Thompson, Moran, James et Swens, George, Interferometry And Synthesis In Radio Astronomy, New York, Wiley-VCH, 2001, 692 p. (ISBN 0-471-25492-4)